# Ilchester (Maryland)
Ilchester – jednostka osadnicza w Stanach Zjednoczonych, w stanie Maryland, w hrabstwie Howard.